# Maxim Opalev
Maxim Alexandrovič Opalev (rusky Максим Александрович Опалев, * 4. dubna 1979 Volgograd) je ruský rychlostní kanoista, vítěz olympijských her v Pekingu na trati 500 m. Na této trati uspěl i na předcházejících olympiádách, na letních olympijských hrách v Aténách byl třetí
a na letních olympijských hrách v Sydney druhý.